# Woodhenge

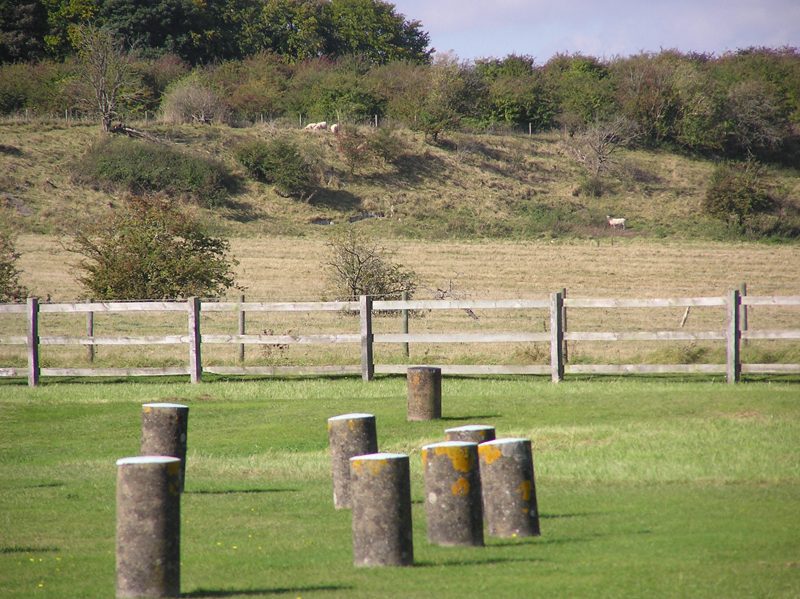
Woodhenge

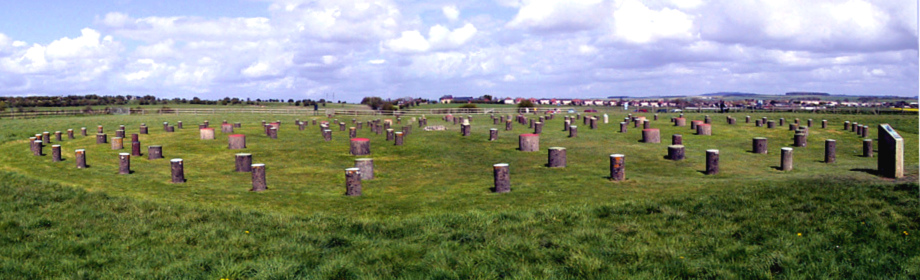
Woodhenge

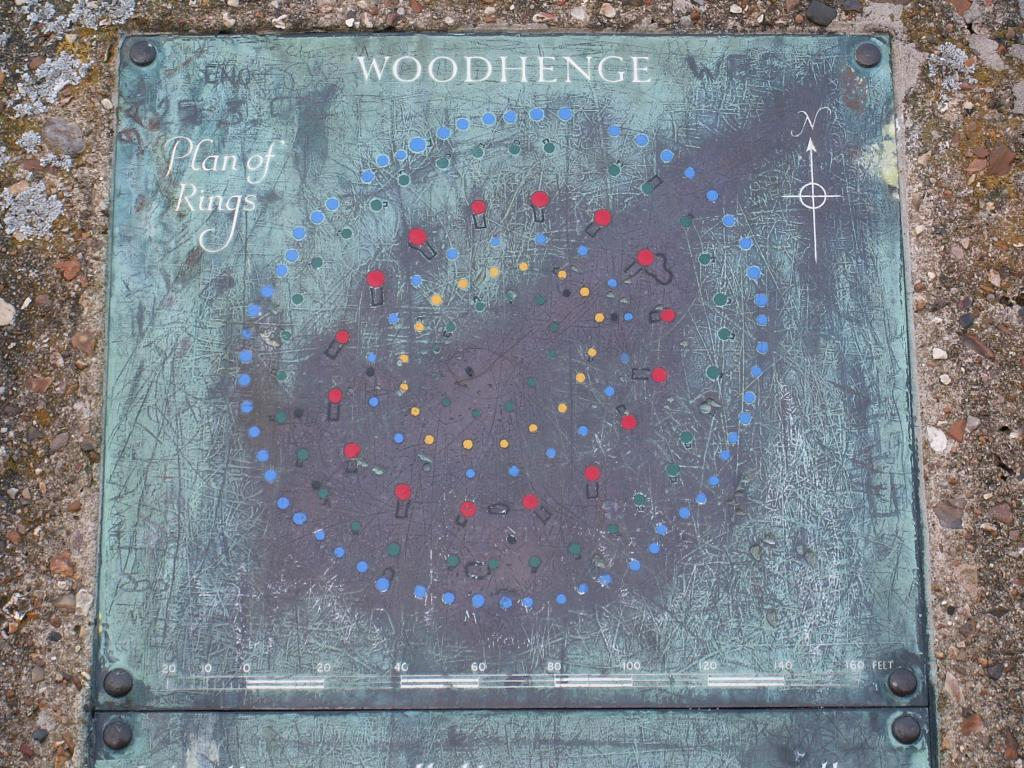
Informationskarta

Woodhenge är en pålkrets från stenåldern, som har likheter med den närbelägna stenkretsen Stonehenge. Den bestod av cirklar med timmerpålar och ligger i Wiltshire i Storbritannien, 3,5 kilometer nordväst om Stonehenge.
Woodhenge upptäcktes 1925 från luften av militärflygaren Gilbert Insall (1894–1972), som tog ett flygfotografi av formationen. Den kallades ursprungligen "Dough Cover". Fyndplatsen grävdes 1926–1929 ut av Maud Cunnington (1869–1951) och Ben Cunnington (1861–1950).
Keramik från utgrävningen har identifierats som tillhörande den i Storbritannien förekommande stenåldersstilen "grooved ware", men där finns också skärvor från senare Klockbägarkultur. Klockbägarkulturen förekom från yngre stenåldern och Storbritanniens tidiga bronsålder.
Medan uppförandet av pålkretsen troligen är äldre, har diket daterats till mellan 2470 och 2000 före Kristus, vilket är ungefär samtidigt, eller något litet senare, än byggandet av stenkretsen Stonehenge. Kol-14-mätningar har visat att platsen fortfarande var i bruk omkring 1800 före Kristus.
Woodhenge består av sex koncentriska ovala ringar med hål för timmerpålar. Den yttersta ringen har måttet omkring 43 x 40 meter. Ringen är omgiven närmast av en plattbottnat, 2,4 meter djupt och tolv meter brett, dike och utanför detta av en tio meter bred och en meter hög vall. Diametern är 110 meter, inklusive vall och dike och anläggningen har en enda entré som ligger i nordost.
Vid ringarnas centrum återfanns kvarlevorna av ett barn med kluven skalle, vilket tolkats som ett offer. Efter utgrävningen flyttades kvarlevorna till London, där de senare förstördes under Blitzen 1940–1941. Också ett skelett av en tonåring har grävts ut i en grav i dikets östra del mitt emot ingången.
Utgrävningar 2006 visar att det också funnits åtminstone fem stående stenar på platsen. De djupaste pålhålen är upp till två meter djupa och antas ha haft pålar som räckt upp till 7,5 meter över markytan. Pålarna kan sammanlagt ha vägt 5 ton. Idag markeras hålen av korta pålar av betong. Det finns flera likheter med Stonehenge, till exempel att ingångarna ligger ungefärligen i riktningen för soluppgången midsommartid samt liknande diameter på cirklarna.

## Liknande monument
År 1966 hittades en liknande och lika stor pålkrets. Den kallas Södra ringen och ligger i vad som fått namnet Durrington Walls, endast 70 meter norr Woodhenge. Det finns olika teorier om möjliga pålstrukturer, vilka kan ha stått på och runt om platsen för Woodhenge, och om vilket syfte de kan ha haft.